# Bord-Saint-Georges
Bord-Saint-Georges – miejscowość i gmina we Francji, w regionie Nowa Akwitania, w departamencie Creuse.
Według danych na rok 1990 gminę zamieszkiwały 343 osoby, a gęstość zaludnienia wynosiła 11 osób/km² (wśród 747 gmin Limousin Bord-Saint-Georges plasuje się na 330. miejscu pod względem liczby ludności, natomiast pod względem powierzchni na miejscu 156.).